# Synagoge (Schötmar)

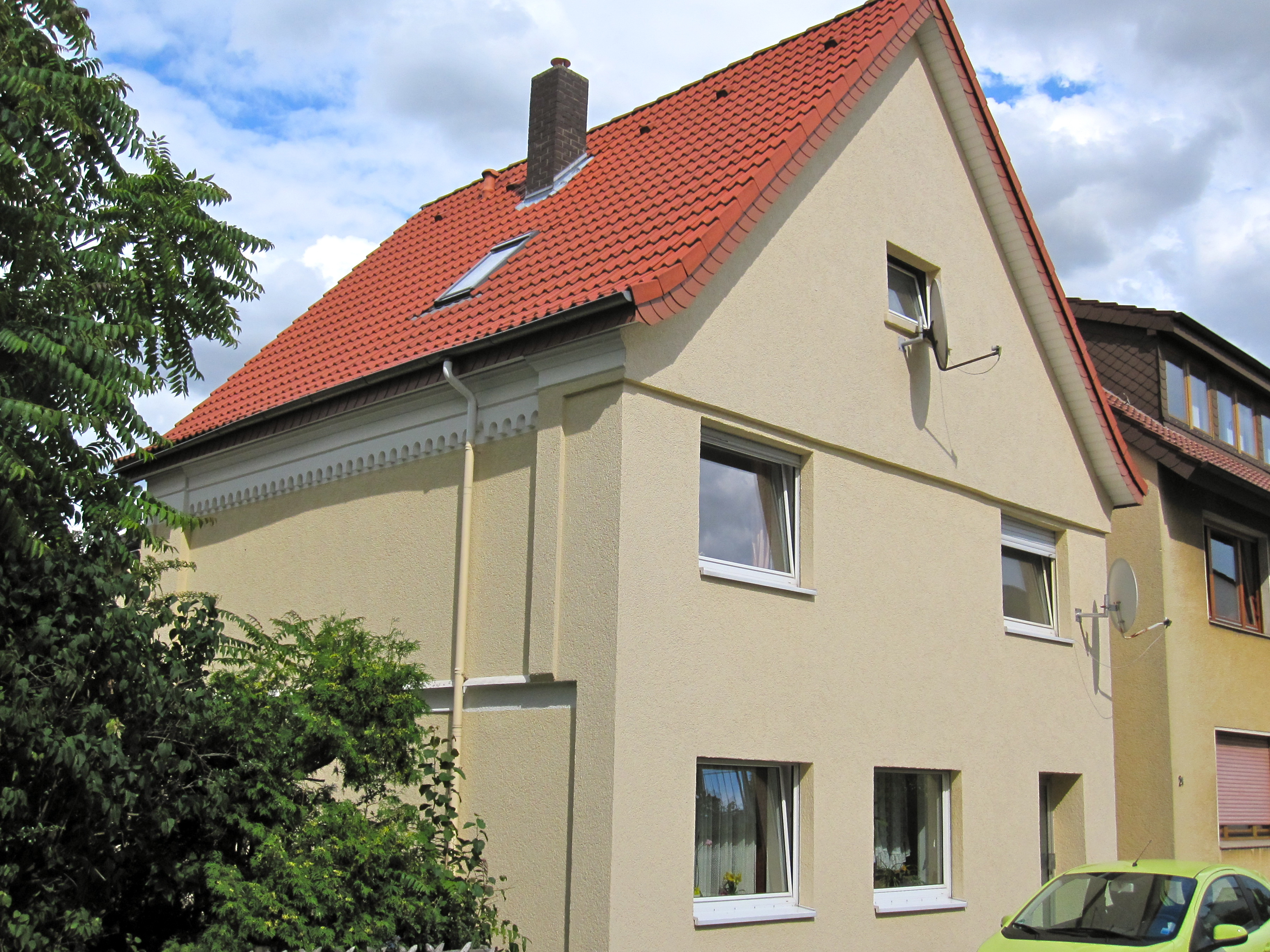
Ehemalige Synagoge in Schötmar

Die Synagoge in Schötmar, einem Ortsteil Bad Salzuflens im nordrhein-westfälischen Kreis Lippe, wurde 1888 errichtet. Die profanierte Synagoge befindet sich an der Aechternstraße 19.

## Geschichte
Die neue Synagoge in Schötmar ersetzte einen fast 100 Jahre alten Bau. Dieser hatte sich in einem rückwärtigen Anbau eines Wohnhauses in der Begastraße befunden. Die mit einem Kuppeldach versehene, im orientalischen Stil errichtete Synagoge war im Ortsbild des kleinstädtischen Schötmars ein auffälliges Gebäude. Der Entwurf stammte von dem Architekten Fritz Seiff (1852–1900).
Einheimische SA-Angehörige setzten am 10. November 1938 die Synagoge in Brand. Während die Inneneinrichtung völlig ausbrannte, blieben die Außenmauern stehen. Später kaufte ein Privatmann das Grundstück und baute das Gebäude zu einem Wohnhaus um.